# Dolors Montserrat i Culleré
Dolors Montserrat i Culleré (Sant Sadurní d'Anoia, Alt Penedès, 29 de març de 1947) és una empresària i política catalana.

## Biografia
És empresària del sector de la logística i el transport i membre de la Fundació Espanyola de Formació Oncològica Continuada (FEFOC).
Afiliada a Alianza Popular des de 1982, va ser presidenta del Partit Popular (PP) de Barcelona des del 2000 fins al 2008. Ha estat escollida regidora de l'ajuntament de Sant Sadurní d'Anoia a les eleccions municipals espanyoles de 1983 i diputada al Parlament de Catalunya a les eleccions del 1988, 1992, 1995, 1999, 2003, 2006, 2010 i 2012. Va ser vicepresidenta segona de la Mesa del Parlament entre 1999 i 2003. També ha estat regidora a l'ajuntament de Sant Sadurní a les eleccions municipals de 1991 i 1995.
És mare de la també política Dolors Montserrat i Montserrat.